# Casey Jacobsen
Casey Gardner Jacobsen (Glendora, 19 marzo 1981) è un ex cestista statunitense, professionista nella NBA e in Germania.

## Carriera
È stato selezionato dai Phoenix Suns al primo giro del Draft NBA 2002 (22ª scelta assoluta).

## Palmarès

### Squadra
- Campionato tedesco: 5

Brose Bamberg: 2006-07, 2009-10, 2010-11, 2011-12, 2012-13
- Copa del Rey: 1

Saski Baskonia: 2006
- Coppa di Germania: 4

Alba Berlino: 2009
Brose Bamberg: 2010, 2011, 2012
- Supercoppa spagnola: 1

Saski Baskonia: 2005
- Supercoppa tedesca: 4

Alba Berlino: 2008
Brose Bamberg: 2010, 2011, 2012

### Individuale
- McDonald's All-American Game (1999)
- NCAA AP All-America First Team (2001)
- NCAA AP All-America Second Team (2002)
- Basketball-Bundesliga MVP finals: 2

Brose Bamberg: 2006-2007, 2009-10